# Kiri Kanta
Kiri Kanta de son vrai nom Aïna Sanni Dim Aïssatou, est une artiste chanteuse béninoise née le 9 mars 1956 à Parakou au nord du Bénin.

## Biographie

### Enfance, Education et Carrière professionnelle
Kiri Kanta naît le 9 mars 1956 à Parakou au Bénin, d'un père artisan d'ethnie Goun et d'une mère Batonou. Elle fait ses études secondaires à Bawéra et à N’Dali,.
En 1978, elle travaille auprès de groupe textile l’Ibetex à Parakou où elle rejoint le groupe d'orchestre des Ambassadeurs de l'entreprise.
Elle intègre l'orchestre national du Niger 1989. Kanta séjourne au Togo en 1990 et coopère avec Afia Mala. Un an plus, elle enregistre au Bénin son premier album intitulé Ignin Mindassan valorisant le patrimoine musical. Elle participe au Festival Ouidah en 1992 ce qui l'amène à une tournée internationale en Allemagne en 1993 où elle sort son second album Contrat abeni.

## Discographie

### Albums
- 1991 : Ignin Mindassan
- 1993 : Contrat abeni
- 2000 : Simbori

## Distinction
- 1995 : Chevalier dans l’Ordre du Mérite du Président Nicéphore Soglo